# Alexandru Bârlădeanu
 (août 2023).
La mise en forme du texte ne suit pas les recommandations de Wikipédia : il faut le « wikifier ».
Les points d'amélioration suivants sont les cas les plus fréquents. Le détail des points à revoir est peut-être précisé sur la page de discussion.
- Les titres sont pré-formatés par le logiciel. Ils ne sont ni en capitales, ni en gras.
- Le texte ne doit pas être écrit en capitales (les noms de famille non plus), ni en gras, ni en italique, ni en « petit »…
- Le gras n'est utilisé que pour surligner le titre de l'article dans l'introduction, une seule fois.
- L'italique est rarement utilisé : mots en langue étrangère, titres d'œuvres, noms de bateaux, etc.
- Les citations ne sont pas en italique mais en corps de texte normal. Elles sont entourées par des guillemets français : « et ».
- Les listes à puces sont à éviter, des paragraphes rédigés étant largement préférés. Les tableaux sont à réserver à la présentation de données structurées (résultats, etc.).
- Les appels de note de bas de page (petits chiffres en exposant, introduits par l'outil «  Source ») sont à placer entre la fin de phrase et le point final[comme ça].
- Les liens internes (vers d'autres articles de Wikipédia) sont à choisir avec parcimonie. Créez des liens vers des articles approfondissant le sujet. Les termes génériques sans rapport avec le sujet sont à éviter, ainsi que les répétitions de liens vers un même terme.
- Les liens externes sont à placer uniquement dans une section « Liens externes », à la fin de l'article. Ces liens sont à choisir avec parcimonie suivant les règles définies. Si un lien sert de source à l'article, son insertion dans le texte est à faire par les notes de bas de page.
- La présentation des références doit suivre les conventions bibliographiques. Il est recommandé d'utiliser les modèles {{Ouvrage}}, {{Chapitre}}, {{Article}}, {{Lien web}} et/ou {{Bibliographie}}. Le mode d'édition visuel peut mettre en forme automatiquement les références.
- Insérer une infobox (cadre d'informations à droite) n'est pas obligatoire pour parachever la mise en page.

Pour une aide détaillée, merci de consulter Aide:Wikification.
Si vous pensez que ces points ont été résolus, vous pouvez retirer ce bandeau et améliorer la mise en forme d'un autre article.
Alexandru Bârlădeanu (ou Bîrlădeanu ; 25 janvier 1911 - 13 novembre 1997) était un économiste marxiste et homme d'État roumain. Cheville ouvrière du nationalisme économique, il joue un rôle important pendant le régime communiste jusqu'à sa mise à l'écart en 1968. Dans ses dernières années, il soutient la révolution populaire contre le régime et préside le Sénat à la suite de l'effondrement de la dictature de Ceaușescu.

## Biographie

### Origines et carrière
Né dans une famille d'enseignants à Comrat dans la province impériale russe de Bessarabie, il termine l'école primaire à Căușeni en 1921, étudie à Tighina en 1921-1926 et fréquente le lycée à Iași de 1926 à 1928. Il exerce un premier emploi en 1928, de fonctionnaire à l'inspection scolaire de Tighina. Pendant les huit années suivantes, il est tuteur et professeur suppléant à l'école commerciale et à l'école des apprentis de Iași. De 1929 à 1931, il fréquente sporadiquement l'Université Politehnica de Bucarest, sans obtenir de diplôme. De 1933 à 1937, il fréquente la section d'économie politique de la faculté de droit de l'Université de Iași, jusqu'à l'accession au titre de docteur en 1940, après avoir travaillé comme assistant universitaire sous Gheorghe Zane pendant les trois années précédentes.
Sa date d'adhésion au Parti communiste roumain (PCR) interdit demeure méconnue, mais il fréquente les cercles communistes étudiants dès 1933 à Iași. De 1934 à 1936, il dirige l'organisation étudiante d'inspiration communiste "United Centers", travaille pour le journal de gauche Manifest et s'engage à la Ligue antifasciste, du Comité antifasciste de Tighina et de l'URSS Amicii. En 1936, il prend la tête de la section Iași du Front démocratique étudiant.
Il est en vacances sur place lors de l'occupation soviétique de la Bessarabie en juin 1940. Il opte pour y demeurer et devenir citoyen soviétique. En septembre 1940, il commence à travailler à l'Institut de recherche scientifique de Chișinău, d'où il doit fuir en 1941 lorsque la Roumanie se joint aux forces de l'Axe pour envahir l'URSS. Arrivé dans la région de Karaganda, il y est successivement enseignant, directeur d'école, mineur et militant du parti dans un kolkhoze, jusqu'à ce qu'il soit envoyé à Moscou en 1943 pour reprendre ses études. Il y étudie l'économie politique, à l'Institut d'économie nationale Plekhanov de Moscou jusqu'en 1946. Mais il travaille surtout activement au sein de la diaspora communiste roumaine : il œuvre dans la division de langue roumaine de Radio Moscou (1943–1945), publie dans Graiul liber, le journal des prisonniers roumains en Union soviétique (1943-1946) et enseigne à la section roumaine de l'école antifasciste pour prisonniers (1944-1946), censée rééduquer les soldats incarcérés. Il en prend la tête en 1945.
Le PCR demande son retour en Roumanie en juin 1946 et lui propose l'adhésion sur recommandations de Leonte Răutu et Mihail Roller. De juin à novembre 1946, il travaille comme instructeur et sous-directeur à la section économique du comité central.

### Avec le régime
Membre de la génération des "émigrés de Moscou", il joue un rôle décisif dans la stratégie d'industrialisation lourde et de prise de distance avec l'Union soviétique, sur le plan de l'intégration économique et de la diplomatie internationale.
Il est nommé en 1946 expert économique au sein du comité gouvernemental participant à la négociation des traités de paix de Paris. En décembre 1946, il devient secrétaire général du ministère de l'Économie nationale, jusqu'en août, date à laquelle il est transféré au ministère de l'Industrie et du Commerce dans un poste équivalent, jusqu'en mars 1948. Il fait ainsi partie du groupe qui promulgue la réforme monétaire de 1947.
À la suite de l'instauration d'un régime communiste, il fut, avec Gheorghe Gaston Marin, un créateur de l'économie planifiée imposée au pays, servant successivement durant l'année 1948 comme ministre adjoint de l'Industrie puis du Commerce. Les postes les plus importants du commerce extérieur et de la planification sont venus: ministre du commerce extérieur (1948–1954), vice-président (1954) et président (1955–1956) de la Commission d'Etat à la planification, vice-premier ministre pour les questions économiques (1955–1965 et 1967– 1969) et premier vice-Premier ministre (1965-1967). Il y défend un plan de développement fondé sur l'industrie lourde, au dam des soviétiques soucieux d'en conserver le monopole.
En tant que représentant de la Roumanie au Comecon entre 1955 et 1966, il s'oppose à toute division spécialisée du travail dans l'espace socialiste, afin de maintenir la souveraineté de chaque Etat et par crainte d'une tutelle soviétique sur les plans nationaux. Cela lui vaut l'inimitié de Nikita Khrouchtchev. Au cours de la même période, il a également représenté la Roumanie à la Commission économique des Nations Unies pour l'Europe. Pendant ce temps, il a commencé à ouvrir l'économie à l'Ouest, signant des accords économiques et commerciaux avec la France, le Royaume-Uni, la Suisse, les Pays-Bas et la Belgique dès 1959, favorisant plus tard les liens avec l'Allemagne de l'Ouest et l'Italie. En 1964, il contribue à la nouvelle politique étrangère de neutralité active au sein du bloc communiste, dans laquelle la Roumanie n'était plus soumise à l'Union soviétique.
À partir de 1949, il enseigne pendant de nombreuses années à l'Académie d'études économiques de Bucarest, dont il dirigera plus tard le département d'économie politique. Il remporte un siège de député en 1946, entrant à l'Assemblée des députés ; il siège ensuite à la Grande Assemblée nationale de 1948 à 1975, représentant successivement les régions de Prahova, Iași et Constanța. Bârlădeanu a été à la direction du parti pendant près de quinze ans, siégeant au comité central de 1955 à 1969. Membre suppléant du politburo sous Gheorghe Gheorghiu-Dej de 1962 à 1965,, suivi d'un passage en tant que membre à part entière (mars-juillet 1965), il rejoint le comité exécutif politique (CPEx) et le présidium permanent au neuvième congrès du parti en juillet 1965 sous le nouveau successeur de Gheorghiu-Dej, Nicolae Ceaușescu.
De 1960 à 1962, il est président de la Fédération roumaine de football. A ce titre, il retire l'équipe nationale de football de la qualification pour la Coupe du Monde de la FIFA 1962 au motif qu'elle perdrait de toute façon et n'avait pas besoin de participer à la propagande capitaliste.

### Bannissement et retour à la vie publique
Il entre en conflit avec Elena Ceaușescu à la tête du conseil national de la recherche scientifique qu'il dirige fin 1967. Refusant de plier, il démissionne de tous ses postes en décembre 1968 bien qu'il demeure au comité central et au CPEx jusqu'au mois d'août suivant.
Il défend alors la mémoire de Gheorghiu-Dej, qu'il qualifie de "socialiste démocratique", en opposition à la poigne de fer de Ceaușescu. Il est inquiété par le régime lors de publications non-approuvées dans des revues litéraires et de discussions préparatoires au limogeage du président Ceaușescu, en vain.
En mars 1989, il est signataire de la Lettre des Six : une série de hauts dirigeants communistes reprochent la violation de l'Etat de droit socialiste, le non-respect de la Constitution et la politique d'exportation alimentaire en dépit des besoins du pays. Comme tous les signataires, il est placé en résidence surveillé et exclu du parti.
Après la chute du régime quelques mois plus tard, il est élu sénateur de Bucarest, puis de là Président de Sénat, du juin 1990 à octobre 1992. Il s'investit notamment en faveur de la mémoire des persécutions antisémites roumaines et copréside le comité chargé de rédiger une nouvelle Constitution.
Favorable à l'élargissement de la place du marché, il refuse néanmoins la libéralisation brutale des prix et la privatisation en masse, qu'il juge facteurs de paupérisation. Il entre alors en conflit avec le Premier ministre Petre Roman et l'allié de ce dernier Adrian Severin.
À la suite de cet échec, il se retire de la vie politique. st complètement retiré de la politique en 1993,. En 1995, faisant l'éloge de Corneliu Coposu, il déclare publiquement que, bien que les deux hommes appartiennent à la même génération, c'est ce dernier qui a choisi la bonne voie. Il est mort à Bucarest en 1997.